# جی‌لیگ ۲

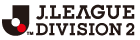
لوگوی سابق

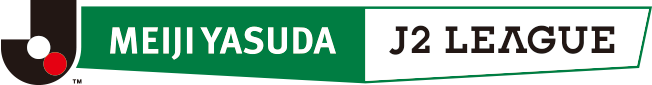
لوگویی که از سال ۲۰۱۵ تا ۲۰۱۸ مورد استفاده قرار گرفت

جی‌لیگ ۲ (ژاپنی: J2リーグ هپبورن: J2 Rīgu) یا به سادگی جی۲ (سطح دوم در فوتبال باشگاهی ژاپن). دومین سطح سطح جی‌لیگ است. این لیگ به همراه بقیه جی‌لیگ‌ها در حال حاضر توسط میجی یاسودا لایف حمایت می‌شوند و بنابراین رسماً به عنوان میجی یاسودا جی‌لیگ ۲ (ژاپنی: 明治安田生命J2リーグ) نیز شناخته می‌شود. تا فصل ۲۰۱۵، جی‌لیگ دیویژن ۲ نام داشت.

## تاریخچه قهرمانان و صعود
دو باشگاه برتر صعود می‌کنند. از فصل ۲۰۰۴ تا فصل ۲۰۰۸، باشگاهی که مقام سوم را بدست می‌آورد، در مسابقه صعود/سقوط را در مقابل باشگاه جایگاه شانزدهم در جی‌لیگ، به رقابت می‌پرداخت. از فصل ۲۰۰۹ تا فصل ۲۰۱۱، باشگاهی که در مقام سوم بود به‌طور خودکار صعود می‌کرد. از سال ۲۰۱۲ تا ۲۰۱۷، رتبه سوم که صعود می‌کرد، توسط یک پلی آف بین مکان‌های ۳ تا ۶ تعیین می‌شود. برای سال‌های ۲۰۱۸ و ۲۰۱۹، برنده پلی آف با رتبه سومی مونده به آخر در جی‌لیگ روبرو شد.
| فصل  | قهرمان                                | نائب قهرمان                      | مقام سوم                              | برنده پلی آف                         |
| ---- | ------------------------------------- | -------------------------------- | ------------------------------------- | ------------------------------------ |
| ۱۹۹۹ | باشگاه فوتبال کاوازاکی فرونتال        | باشگاه فوتبال توکیو              | باشگاه فوتبال اوئیتا ترینیتا          | N/A                                  |
| ۲۰۰۰ | باشگاه فوتبال هوکایدو کونسادول ساپورو | باشگاه فوتبال اوراوا رد دیاموندز | باشگاه فوتبال اوئیتا ترینیتا          | N/A                                  |
| ۲۰۰۱ | باشگاه فوتبال کیوتو سانگا             | باشگاه فوتبال وگالتا سندای       | باشگاه فوتبال مونتدیو یاماگاتا        | N/A                                  |
| ۲۰۰۲ | باشگاه فوتبال اوئیتا ترینیتا          | باشگاه فوتبال سرزو اوزاکا        | باشگاه فوتبال آلبیرکس نیگاتا          | N/A                                  |
| ۲۰۰۳ | باشگاه فوتبال آلبیرکس نیگاتا          | باشگاه فوتبال سانفریس هیروشیما   | باشگاه فوتبال کاوازاکی فرونتال        | N/A                                  |
| ۲۰۰۴ | باشگاه فوتبال کاوازاکی فرونتال        | اشگاه فوتبال اومیا آردیجا        | باشگاه فوتبال آویسپا فوکوئوکا †       | N/A                                  |
| ۲۰۰۵ | باشگاه فوتبال کیوتو سانگا             | باشگاه فوتبال آویسپا فوکوئوکا    | باشگاه فوتبال ونتفورت کوفو ‡          | N/A                                  |
| ۲۰۰۶ | باشگاه فوتبال یوکوهاما                | باشگاه فوتبال کاشیوا ریسول       | باشگاه فوتبال ویسل کوبه ‡             | N/A                                  |
| ۲۰۰۷ | باشگاه فوتبال هوکایدو کونسادول ساپورو | باشگاه فوتبال توکیو وردی         | باشگاه فوتبال کیوتو سانگا ‡           | N/A                                  |
| ۲۰۰۸ | باشگاه فوتبال سانفریس هیروشیما        | باشگاه فوتبال مونتدیو یاماگاتا   | باشگاه فوتبال وگالتا سندای†           | N/A                                  |
| ۲۰۰۹ | باشگاه فوتبال وگالتا سندای            | باشگاه فوتبال سرزو اوزاکا        | باشگاه فوتبال شونان بلمار             | N/A                                  |
| ۲۰۱۰ | باشگاه فوتبال کاشیوا ریسول            | باشگاه فوتبال ونتفورت کوفو       | باشگاه فوتبال آویسپا فوکوئوکا         | N/A                                  |
| ۲۰۱۱ | باشگاه فوتبال توکیو                   | باشگاه فوتبال ساگان توسو         | باشگاه فوتبال هوکایدو کونسادول ساپورو | N/A                                  |
| ۲۰۱۲ | باشگاه فوتبال ونتفورت کوفو            | باشگاه فوتبال شونان بلمار        | باشگاه فوتبال کیوتو سانگا             | باشگاه فوتبال اوئیتا ترینیتا (6th)   |
| ۲۰۱۳ | باشگاه فوتبال گامبا اوزاکا            | باشگاه فوتبال ویسل کوبه          | باشگاه فوتبال کیوتو سانگا             | باشگاه فوتبال توکوشیما ورتیس (4th)   |
| ۲۰۱۴ | باشگاه فوتبال شونان بلمار             | باشگاه فوتبال ماتسوموتو یاماگا   | باشگاه فوتبال جف یونایتد چیبا         | باشگاه فوتبال مونتدیو یاماگاتا (6th) |
| ۲۰۱۵ | اشگاه فوتبال اومیا آردیجا             | باشگاه فوتبال جوبیلو ایواتا      | باشگاه فوتبال آویسپا فوکوئوکا (3rd)‡  | باشگاه فوتبال آویسپا فوکوئوکا (3rd)‡ |
| ۲۰۱۶ | باشگاه فوتبال هوکایدو کونسادول ساپورو | باشگاه فوتبال شیمیزو اس-پالس     | باشگاه فوتبال ماتسوموتو یاماگا        | باشگاه فوتبال سرزو اوزاکا (4th)‡     |
| ۲۰۱۷ | باشگاه فوتبال شونان بلمار             | باشگاه فوتبال و-واران ناگاساکی   | باشگاه فوتبال ناگویا گرامپوس (3rd)‡   | باشگاه فوتبال ناگویا گرامپوس (3rd)‡  |
| ۲۰۱۸ | باشگاه فوتبال ماتسوموتو یاماگا        | باشگاه فوتبال اوئیتا ترینیتا     | باشگاه فوتبال یوکوهاما †              | باشگاه فوتبال جوبیلو ایواتا (J1)     |
| ۲۰۱۹ | باشگاه فوتبال کاشیوا ریسول            | باشگاه فوتبال یوکوهاما           | اشگاه فوتبال اومیا آردیجا †           | باشگاه فوتبال شونان بلمار (J1)       |
| ۲۰۲۰ | باشگاه فوتبال توکوشیما ورتیس          | باشگاه فوتبال آویسپا فوکوئوکا    | باشگاه فوتبال و-واران ناگاساکی        | N/A                                  |
| ۲۰۲۱ | باشگاه فوتبال جوبیلو ایواتا           | باشگاه فوتبال کیوتو سانگا        | باشگاه فوتبال ونتفورت کوفو            | N/A                                  |

* Bold designates the promoted club
† Lost the Promotion/Relegation Series or entry playoff
‡ Won the Promotion/Relegation Series or entry playoff and got promoted